# Ponte diga del Chievo
Il ponte diga del Chievo è una diga, con anche funzione di ponte ciclo-pedonale, situato lungo il fiume Adige nella città di Verona, nei pressi della frazione di Chievo.

## Storia e descrizione

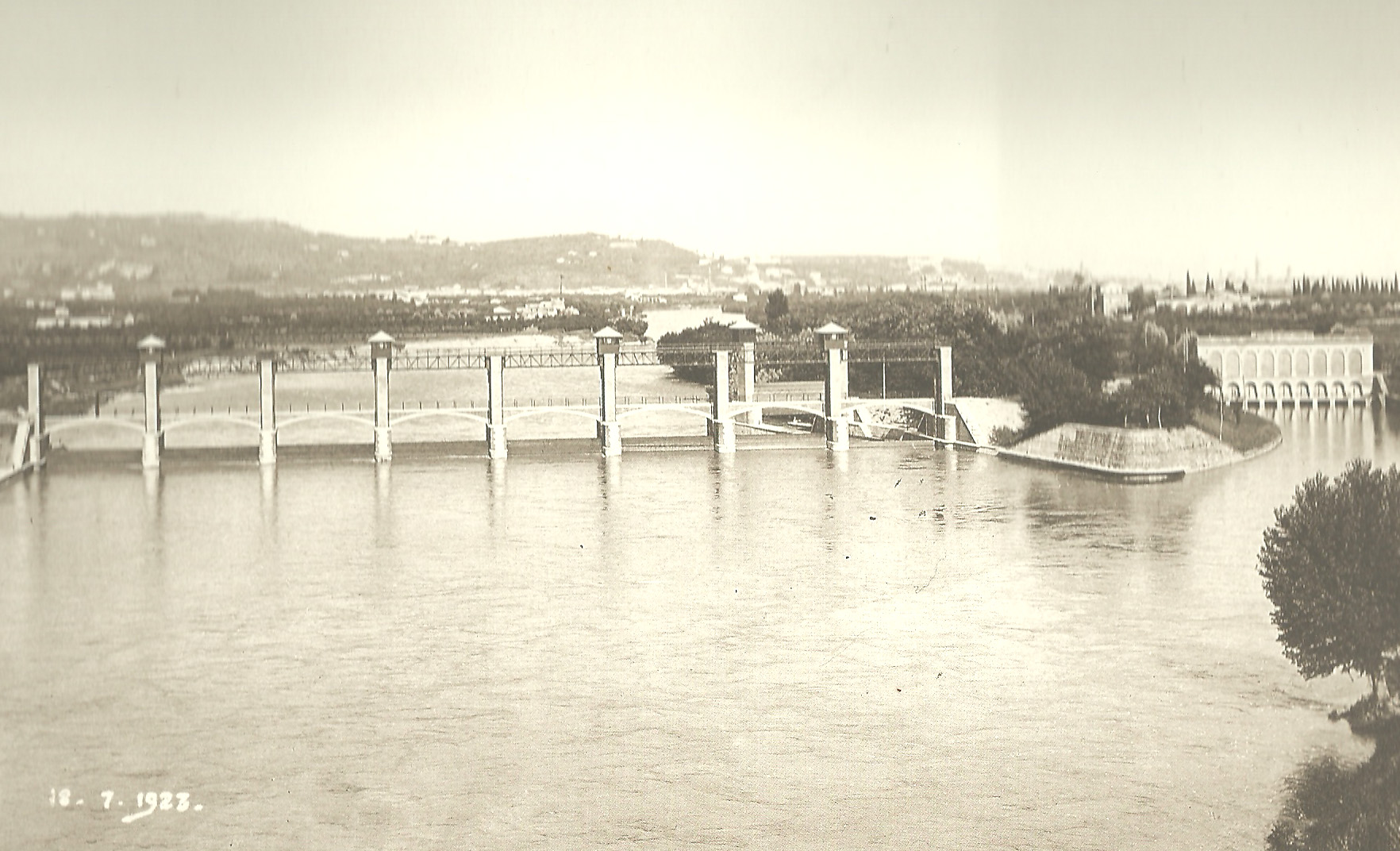
Il ponte-diga appena terminato

La struttura, in cui si fece uso di materiali quali il calcestruzzo e l'acciaio, venne iniziata nel 1920 e inaugurata il 29 marzo 1923. La costruzione fu finanziata da un consorzio formato dal Comune di Verona e da alcune realtà industriali dell'epoca: le Cartiere Fedrigoni, i Mulini Consolaro e il Cotonificio Veneziano.
Lo scopo della diga era principalmente quello di elevare il livello dell'acqua dell'Adige per aumentarne l'immissione nell'attiguo canale Camuzzoni, che qui inizia il suo corso. Il canale, realizzato a fine Ottocento, era infatti fondamentale per l'alimentazione delle centrali idroelettriche e delle fabbriche poste in località Basso Acquar, zona industriale sorta a sud di Verona.
Il 25 aprile 1945 la diga fu gravemente danneggiata dai soldati tedeschi che si stavano ritirando e quindi ricostruita, rispettando le caratteristiche dell'originale, nel 1946.
Il ponte-diga è costituito di otto arcate, in cui nell'ultima, sulla destra, è presente una conca che tramite la gestione dei livelli delle acque consentiva anche la navigazione fluviale, al tempo della costruzione ancora presente.

## Galleria fotografica della costruzione
Tutte le fasi della costruzione furono documentate dal fotografo da Gustavo Alfredo Bressanini, titolare di uno studio fotografico presente a Verona e fondato dal padre. A seguire alcune delle foto scattate.

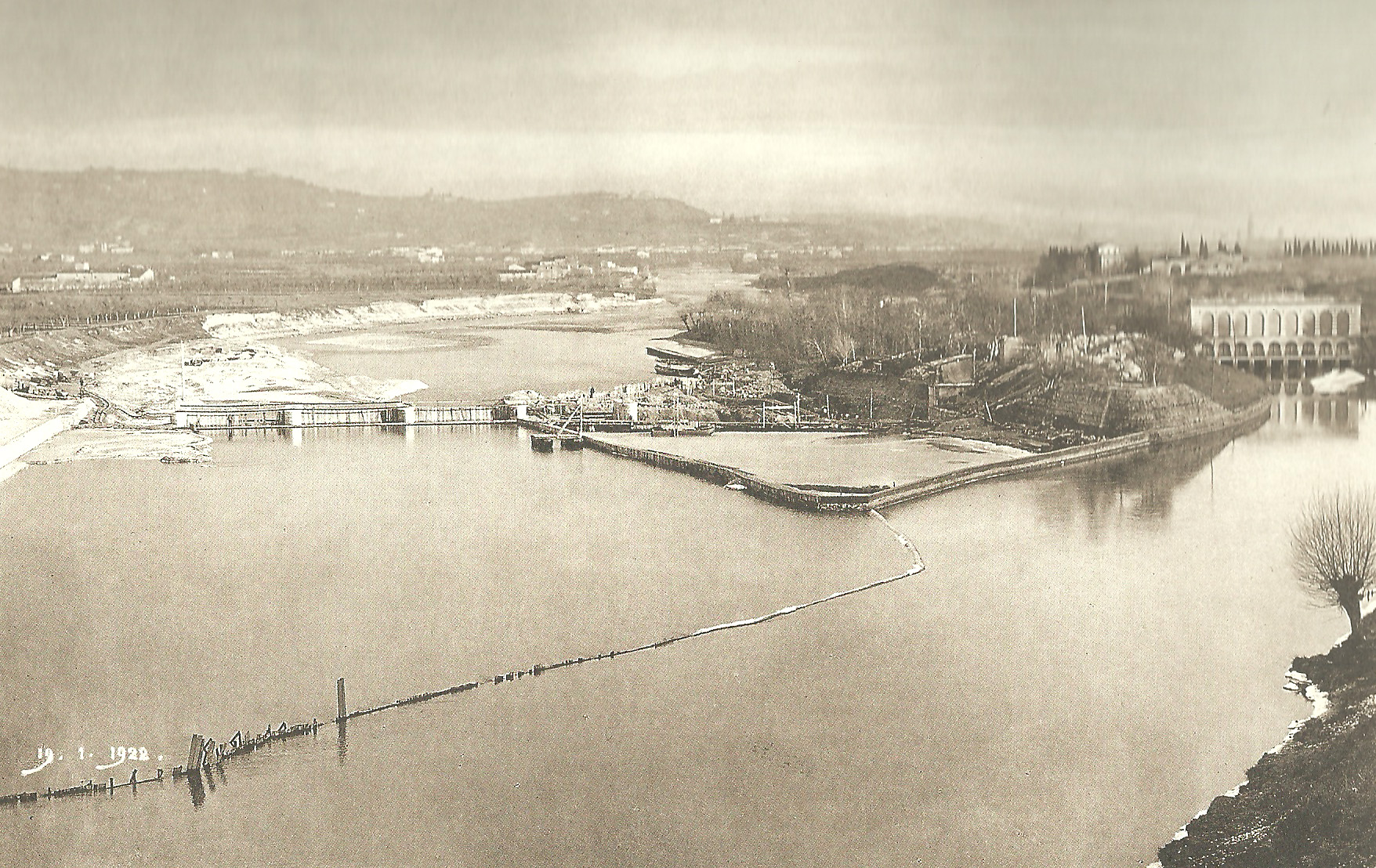
Inizio della costruzione
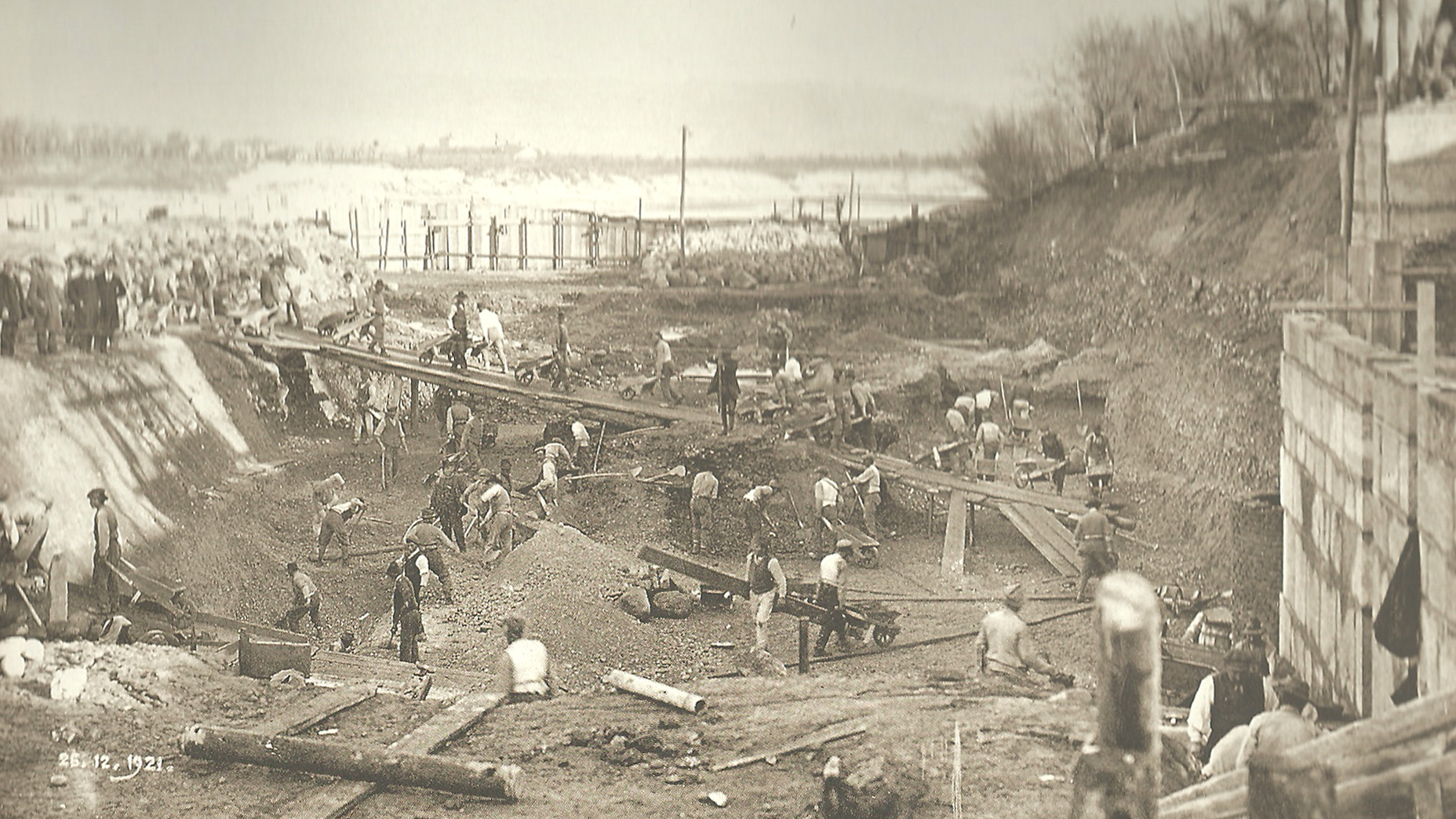
Il cantiere nel 1921
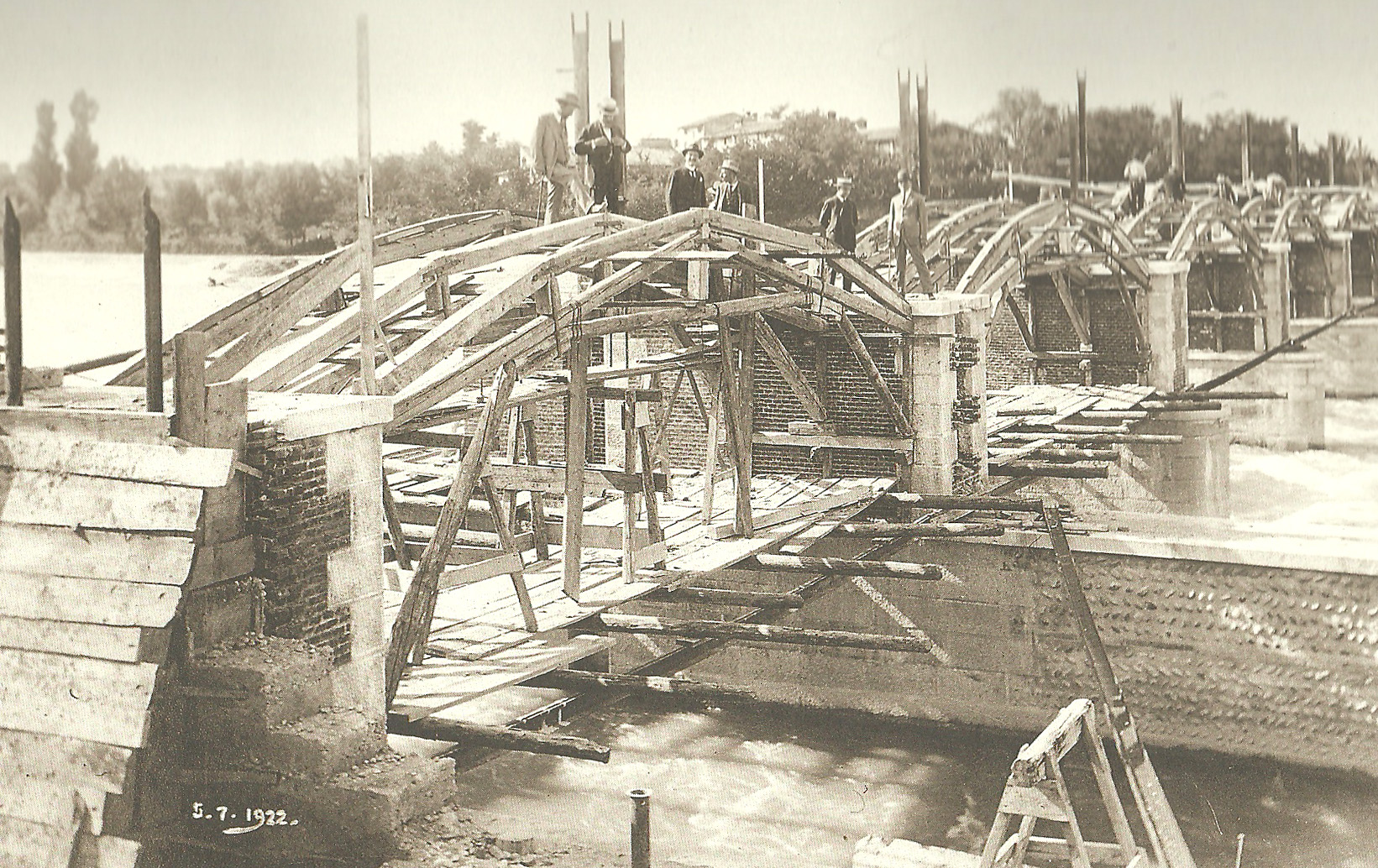
I lavori proseguono nel 1922
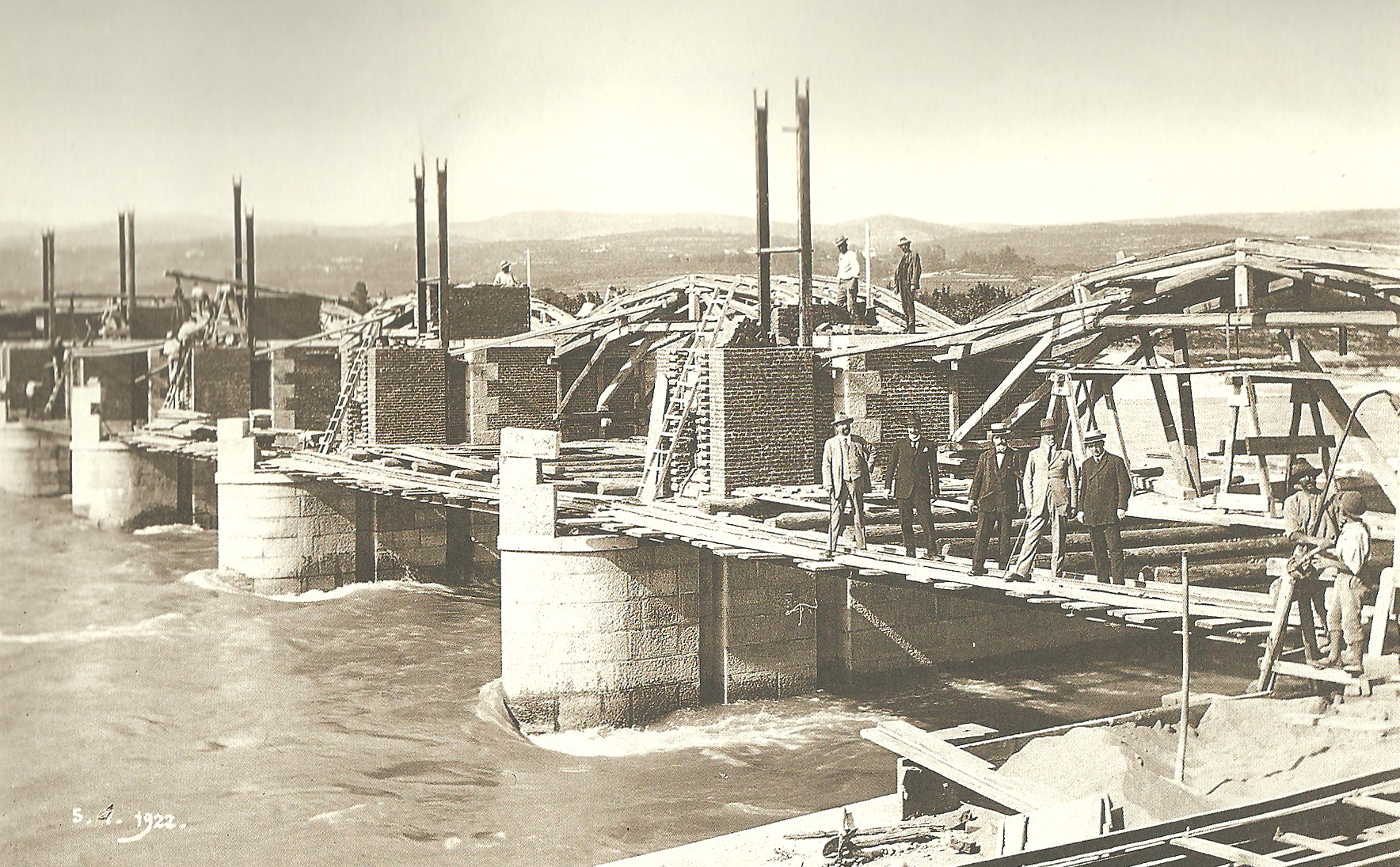
Altra fotografia dei lavori
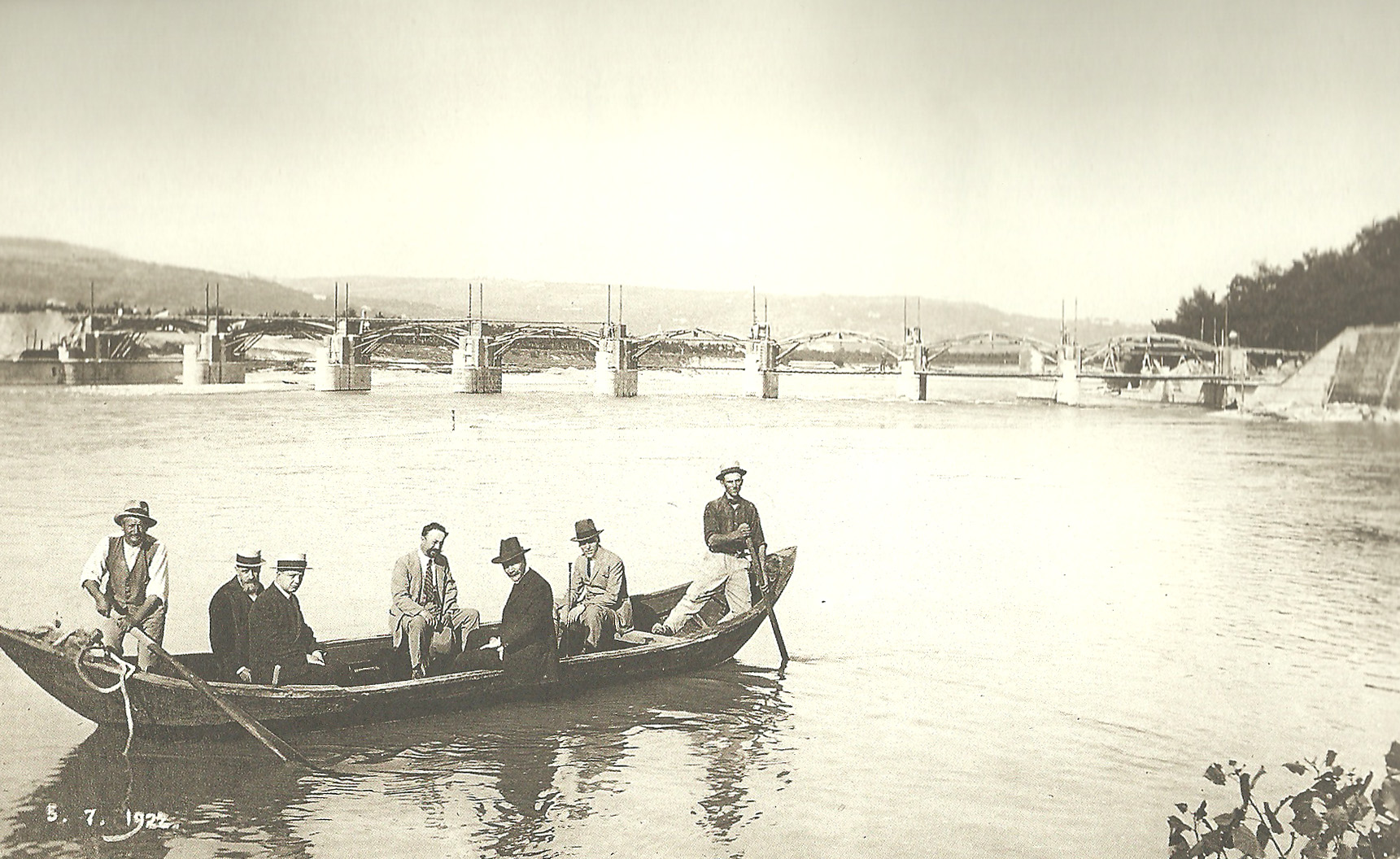
Sopralluogo dei progettisti
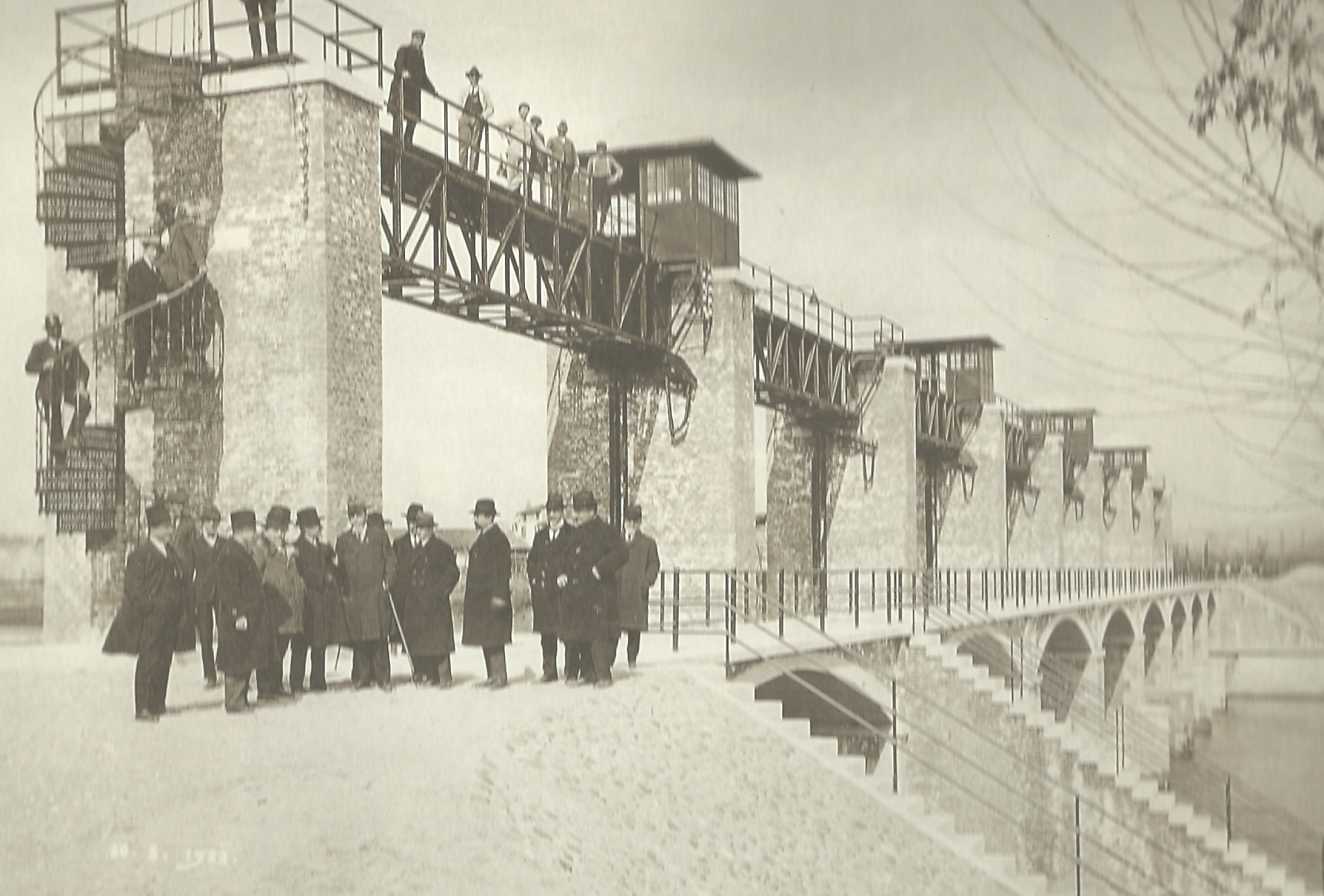
Il ponte-diga ormai terminato nel 1923